# ジュゼッペ・サーラ (出版社)
ジュゼッペ・サーラ(Giuseppe Sala、1643年、ヴェネツィア、1727年2月1日、ヴェネツィア)は、ヴェネツィア共和国の出版社。ヴェネツィアで楽譜と書籍の印刷と出版を行っていた。
1676年にサン・マルコの楽長に就任したナターレ・モンフェラートの作品11『 Salmi concertati a 2 voci con violini e senza』 の楽譜の出版を行うことで出版業を始め、1685年にモンフェラートが死去するまでその楽譜を出版し、サン・ジョバンニ・グリゾストモ劇場の近くに店舗を構え、1716年までの間に150以上の様々な作曲家の詩篇、モテット、カンタータ、ソナタを出版するヴェネツィアの主要楽譜出版社となった。しかし1710年代からアムステルダムのエティエンヌ・ロジェに作曲家を取り込まれ、次第にヨーロッパでのシェアを失うことになった。
サーラが出版した楽譜の作曲家はモンフェラートに加えて、ジョヴァンニ・バッティスタ・バッサーニ、ジュリオ・タリアエッティ、アルカンジェロ・コレッリ(再販)、アントニオ・サルトリオ、マウリツィオ・カッツァーティ、フランチェスコ・マリア・ベネデッティ、 ジョヴァンニ・レグレンツィ、フランチェスコ・アントニオ・ボンポルティ、ジョヴァンニ・マリア・ボノンチーニ、フランチェスコ・ガスパリーニ、アントニオ・カルダーラ、ジョヴァンニ・ロレンツォ・グレゴーリ、トマゾ・アルビノーニ、ジョヴァンニ・バッティスタ・ヴィターリ、フランシスコ・ホセ・デ・カストロ、ジュゼッペ・トレッリ、エルコール・ベルナベイ、ベネデット・マルチェッロ、アントニオ・ヴィヴァルディがいる。